# Sinoamaurobius wulongdongensis
Espèce
Synonymes
- Amaurobius wulongdongensis Wang, Irfan, Zhou & Zhang, 2023

Sinoamaurobius wulongdongensis est une espèce d'araignées aranéomorphes de la famille des Amaurobiidae.

## Distribution
Cette espèce est endémique du Shaanxi en Chine,. Elle se rencontre dans le xian de Lueyang.

## Description
Le mâle holotype mesure 3,99 mm et la femelle paratype 4,36 mm.

## Systématique et taxinomie
Cette espèce a été décrite sous le protonyme Amaurobius wulongdongensis par Wang, Irfan, Zhou et Zhang en 2023. Elle est placée dans le genre Sinoamaurobius par Kong, Mu, Zhu, Lu, Zhang et Wang en 2025.

## Étymologie
Son nom d'espèce, composé de wulongdong et du suffixe latin -ensis, « qui vit dans, qui habite », lui a été donné en référence au lieu de sa découverte, le parc de la forêt de Wulongdong.

## Publication originale
- Wang, Irfan, Zhou & Zhang, 2023 : « Two new species of Amaurobius C.L. Koch, 1837 from China (Araneae, Amaurobiidae). » ZooKeys, vol. 1169, p. 307-315 (texte intégral).